# Gagea grey-wilsonii
Gagea grey-wilsonii är en liljeväxtart som beskrevs av Karl Heinz Rechinger. Gagea grey-wilsonii ingår i Vårlökssläktet och i familjen liljeväxter. Inga underarter finns listade.